# 佛哲
佛哲（生卒年不詳），一作佛徹，林邑人，日本奈良時期渡來僧。
佛哲是林邑國人，出生在今天越南中部的順化。早年遠赴天竺，師事於菩提僊那，學習密宗的咒術，掌握地很好。唐開元年間，隨菩提僊那前往唐朝。在當時日本來唐的僧人理鏡的邀請下，於736年（天平八年）與師父菩提僊那、唐朝僧人道璿一起遠赴日本。經過大宰府，來到平城京，居住在大安寺。佛哲受到聖武天皇的信賴，752年奈良東大寺大佛完成之時的法要上，佛哲奉納了林邑的舞樂——「菩薩」、「拔頭」等等，並請來了多部密教經典和論籍。佛哲在大安寺教樂人林邑樂，752年（天平勝寶四年）東大寺大佛開眼供養會上傳授林邑的舞蹈。